# Penselkrokmossa
Penselkrokmossa (Sarmentypnum trichophyllum) är en bladmossart som först beskrevs av Warnst., och fick sitt nu gällande namn av Lars Hedenäs. Penselkrokmossa ingår i släktet nordkrokmossor, och familjen Calliergonaceae. Arten är reproducerande i Sverige.